# У3 (Берлин)
У3 је линија Берлинског У-воза. Списак тренутних станица је последњи пут промењен 12. децембра 2004.
- Нолендорфплац (Nollendorfplatz) (У1) (У2) (У4)
- Витенбергплац (Wittenbergplatz) (У1) (У2)
- Ојгсбургерска улица (Augsburger Straße)
- Шпихернштрасе (Spichernstraße) (У9)
- Хоенцолернплац (Hohenzollernplatz)
- Фербелинер Плац (Fehrbelliner Platz) (У7)
- Хајделберг Плац (Heidelberger Platz) (С4x)
- Рудезхајмер Плац (Rüdesheimer Platz)
- Брајтенбахплац (Breitenbachplatz)
- Подбилскиале (Podbielskiallee)
- Далем-Дорф (Dahlem-Dorf)
- Тилплац (Thielplatz)
- Оскар-Хелене-Хајм (Oskar-Helene-Heim)
- Онкел Томс Хите (Onkel Toms Hütte)
- Круме Ланке (Krumme Lanke)

До 1993 У3 се односило на одељак линије између Витенбергплаца (Wittenbergplatz) и Уландштрасеа (Uhlandstraße). Она је пренумерисана у У15 и постала је огранак У1.
У3 је такође и привремени број планиране нове линије која би продужила стару У3 на запад дуж Курфурстендама ка Весткројцу и на исток преко Потсдамер Плаца и Александерплаца ка Вајсензеу. Као припрема за ово изграђени су неки кратке одељци тунела, укључујући и комплетну станицу на Потсдамерплацу. Међутим, финансијска ограничења чине завршетак линије у догледној будућности упитним.